# Parco nazionale dell'altopiano del Waterberg
Il parco nazionale dell'altopiano Waterberg (in inglese Waterberg Plateau National Park) è un'area naturale protetta  che si trova nel centro della Namibia. Istituito nel 1972, comprende l'omonimo altopiano.
Poiché l'altopiano è molto difficile da raggiungere anche dai bracconieri, le autorità namibiane hanno basato in quest'area molti programmi di recupero di specie in via di estinzione, come i rinoceronti neri (introdotti nel Plateau nel 1989), il rinoceronte bianco, le antilopi nere e le antilopi roane. Oggi il parco ospita un ecosistema estremamente ricco. L'abbondante fauna include licaoni, damalischi, bufali, galagoni, leopardi, ghepardi e oltre 150 specie di uccelli, tra cui l'aquila nera africana, il pappagallo di Ruppell, il corridore delle rocce e alcune specie di buceri.
La principale struttura ricettiva del parco è il Bernabé de la Bat Rest Camp.